# Pycnopodiidae
Pycnopodiidae är en familj av sjöstjärnor. Pycnopodiidae ingår i ordningen Forcipulatida, klassen sjöstjärnor, fylumet tagghudingar och riket djur. Enligt Catalogue of Life omfattar familjen Pycnopodiidae 2 arter. 
Kladogram enligt Catalogue of Life:
| Pycnopodiidae | \| \| Lysastrosoma \| \| \| \| \| \| Pycnopodia \| \| \| \| |
|               | \| \| Lysastrosoma \| \| \| \| \| \| Pycnopodia \| \| \| \| |
|               | trollsjöstjärnor                                            |
|               |                                                             |
|               | Heliasteridae                                               |
|               |                                                             |
|               | Labidiasteridae                                             |
|               |                                                             |
|               | Neomorphasteridae                                           |
|               |                                                             |
|               | Pedicellasteridae                                           |
|               |                                                             |
|               | Stichasteridae                                              |
|               |                                                             |
|               | Zoroasteridae                                               |
|               |                                                             |
|               | Lysastrosoma                                                |
|               |                                                             |
|               | Pycnopodia                                                  |
|               |                                                             |

|  | Lysastrosoma |
|  |              |
|  | Pycnopodia   |
|  |              |